# 上輋

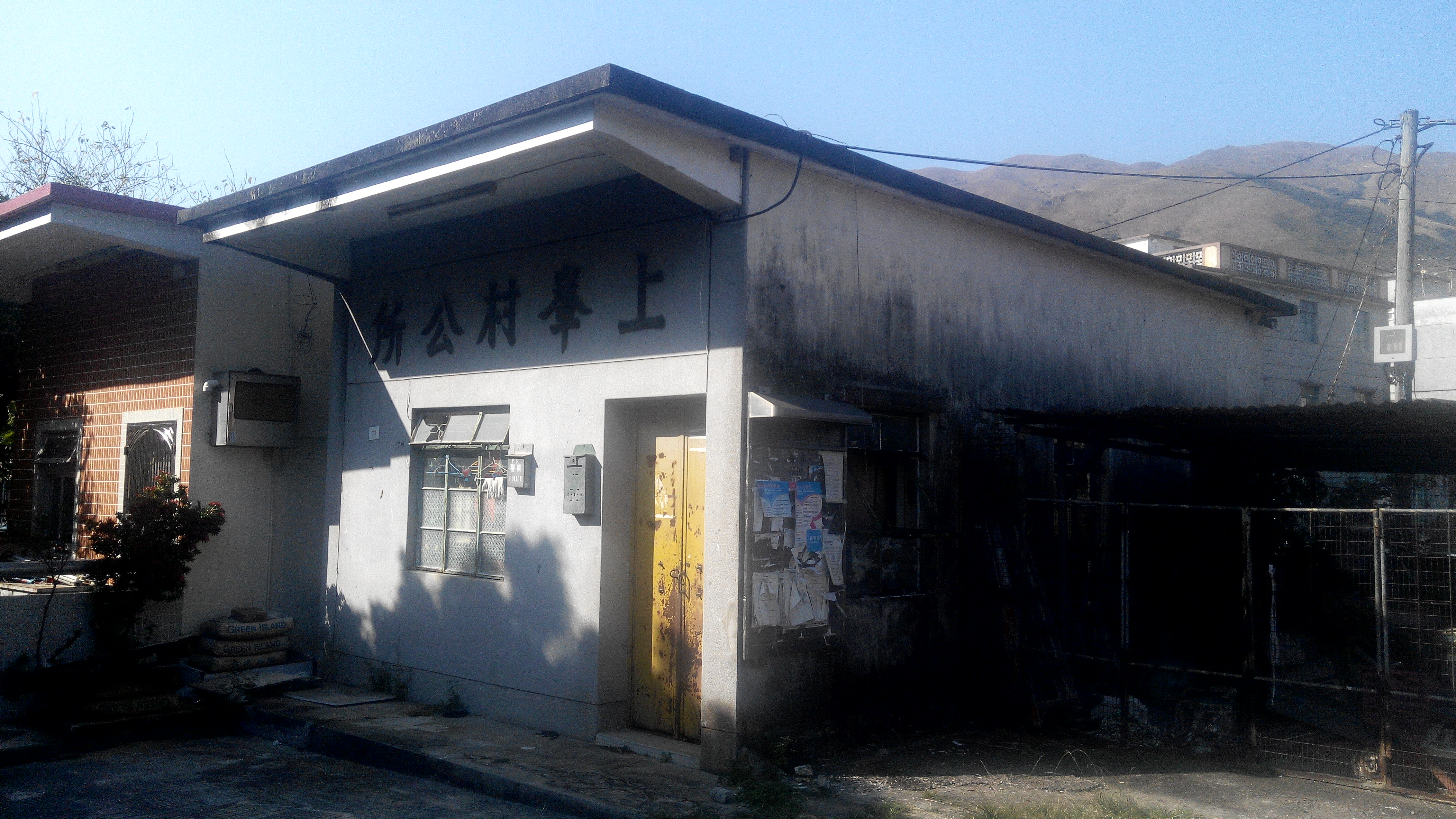
上輋村公所。

上輋（英語：Sheung Che）是一條位於香港元朗區八鄉的鄉村。

## 行政區劃
上輋是新界小型屋宇政策下其中一條認可鄉村。在選舉劃分上，上輋是八鄉北選區的一部分，現任區議員為鄧鎔耀。

## 外部連結
- 居民代表選舉上輋村（八鄉）的劃定現有鄉村範圍（2019－2022年）

22°27′02″N 114°05′47″E / 22.450596°N 114.096366°E